# Rouffiac (Charente-Maritime)
Rouffiac ist eine westfranzösische Gemeinde mit 503 Einwohnern (Stand: 1. Januar 2022) im Département Charente-Maritime in der Region Nouvelle-Aquitaine (vor 2016 Poitou-Charentes). Sie gehört zum Arrondissement Saintes und ist Mitglied im Gemeindeverband Saintes - Grandes Rives - L’Agglo. Die Einwohner werden Rouffiacais und Rouffiacaises genannt.

## Geografie

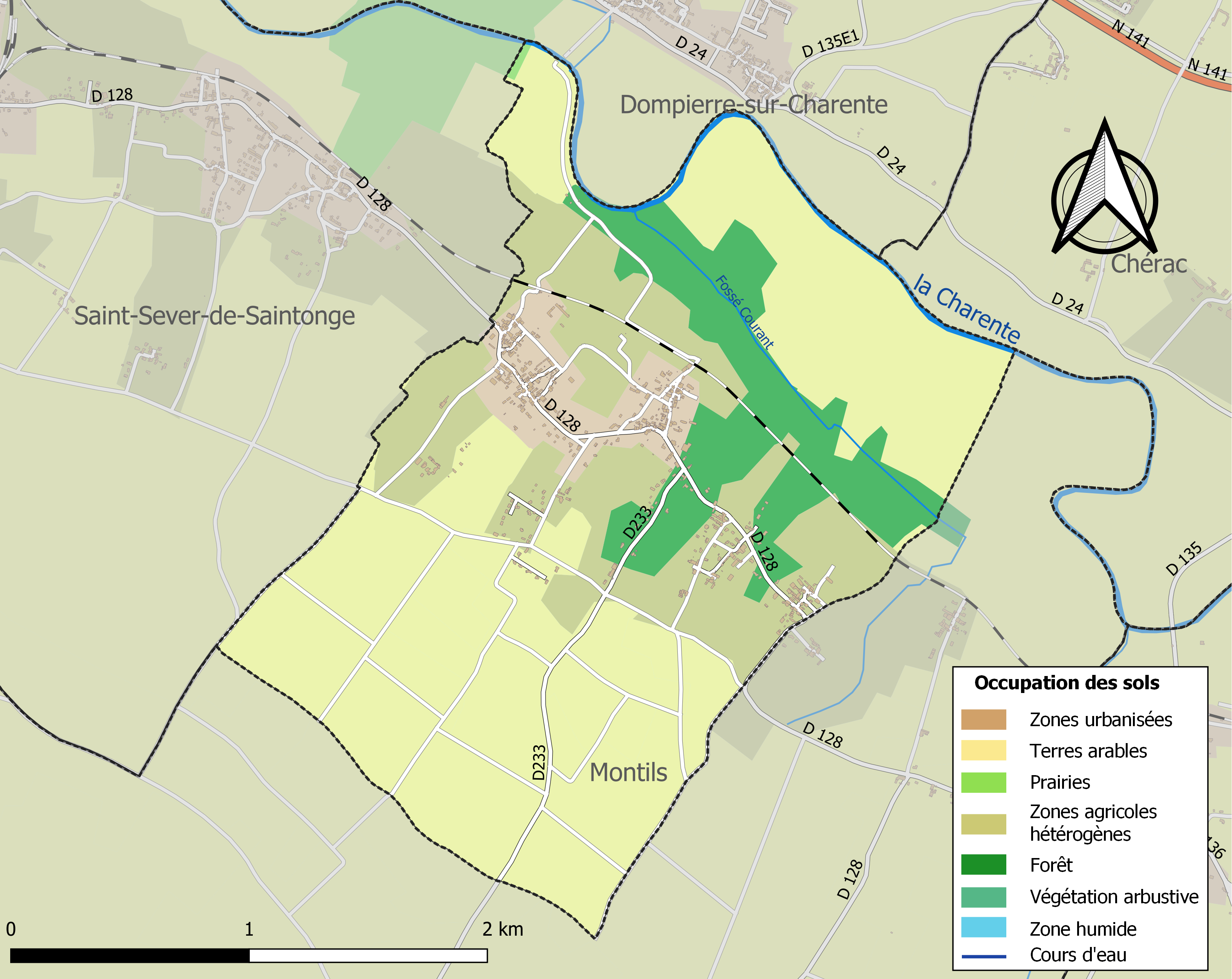
Bodennutzung, Hydrografie und Infrastruktur der Gemeinde (2018)

Rouffiac liegt in der ehemaligen Provinz Saintonge, etwa 13 Kilometer ostsüdöstlich von Saintes und etwa 13 Kilometer westlich von der Stadt Cognac am linken Ufer der Charente, die das Gemeindegebiet im Nordosten begrenzt. Das Gebiet von Rouffiac ist Teil des Natura 2000-Schutzgebiets „Moyenne vallée de la Charente et Seugnes et Coran“ (FR5400472), des Natura 2000-Schutzgebiets „Vallée de la Charente moyenne et Seugnes“ (FR5412005) und des ZNIEFF-Naturgebiets „Vallée de la Charente moyenne et Seugnes“ (540007612). Etwa 80 % der Fläche der Gemeinde werden landwirtschaftlich genutzt, etwa 14 % sind bewaldet.
Umgeben wird Rouffiac von den Nachbargemeinden Dompierre-sur-Charente im Norden, Chérac im Nordosten, Montils im Süden und Osten sowie Saint-Sever-de-Saintonge im Westen.

## Bevölkerungsentwicklung
| Jahr                       | 1962 | 1968 | 1975 | 1982 | 1990 | 1999 | 2006 | 2013 | 2020 |
| Einwohner                  | 324  | 364  | 396  | 359  | 352  | 327  | 389  | 468  | 494  |
| Quellen: Cassini und INSEE |      |      |      |      |      |      |      |      |      |

## Sehenswürdigkeiten
- Kirche Saint-Vivien

## Wirtschaft
Die Zahl der Landwirte ist seit vielen Jahren kontinuierlich rückläufig. Dennoch bleibt die landwirtschaftliche Tätigkeit im Vergleich zu den rund zwanzig Händlern und Handwerkern in der Gemeinde wichtig.
Im Jahr 2020 waren noch rund zehn Landwirte anwesend. In der Gemeinde gibt es Gebiete, die dem Getreideanbau und vor allem dem Weinbau gewidmet sind, wobei die Viehhaltung deutlich zurückgeht.
Die Höfe sind harmonisch über das Gemeindegebiet verteilt. Es gibt immer noch einen deutlichen landschaftlichen Unterschied zwischen dem Norden und dem Süden des Territoriums. Der Norden, in der Natura-2000-Zone, zwischen bewohnten Gebieten, oberhalb der Eisenbahnstrecke Saintes–Angoulême und der Charente gelegen, ist hauptsächlich auf den Getreideanbau ausgerichtet. Der Süden konzentriert sich auf Weinreben, die als Petite Champagne klassifiziert sind.
Es gibt zwei aktive Brennereien, von denen eine ihre Produktion unter eigenem Namen vermarktet. Es gibt auch einen landwirtschaftlichen Arbeitsbetrieb.

## Verkehr
Die Straßenverbindung zwischen Rouffiac und den Nachbargemeinden auf dem rechten Ufer der Charente wird durch eine Kabelfähre realisiert. Die Nachbargemeinden auf dem diesseitigen Ufer werden über die Departementsstraßen 128 und 233 erreicht.
Rouffiac wird von der Eisenbahnstrecke Saintes–Angoulême ohne Haltepunkt durchquert.

## Persönlichkeiten
- Athanase Jean (1861–1932), französischer Arzt und Schriftsteller, hier gestorben